# Campionati mondiali di pentathlon moderno 1953
I campionati mondiali di pentathlon moderno 1953 si sono svolto a Santo Domingo, in Cile. Si sono disputate le gare maschili individuali ed a squadre.

## Risultati

### Maschili
| Evento      | Oro                                                 | Argento                                                                        | Bronzo                                                       |
| Individuale | Gábor Benedek                                       | István Szondy                                                                  | William Andre                                                |
| A squadre   | Svezia Thorsten Lindqvist Per-Ove Nilsson Lars Hall | Argentina Jorge Hugo Arguindegui Luis Fernando Ribera Carlos Alberto Velázquez | Cile Luis Carmona Barrales Gerardo Cortés Nilo Floody Buxton |

## Medagliere
| Posizione | Paese       |   |   |   | Totale |
| --------- | ----------- | - | - | - | ------ |
| 1         | Ungheria    | 1 | 1 | 0 | 2      |
| 2         | Svezia      | 1 | 0 | 0 | 1      |
| 3         | Argentina   | 0 | 1 | 0 | 1      |
| 4         | Cile        | 0 | 0 | 1 | 1      |
| 4         | Stati Uniti | 0 | 0 | 1 | 1      |
| Totale    | Totale      | 2 | 2 | 2 | 6      |